# فرودگاه لوبین-اوبورا
فرودگاه لوبین-اوبورا (به انگلیسی: Lubin-Obora Airport) یک فرودگاه همگانی با کد یاتا none است که یک باند فرود آسفالت دارد و طول باند آن ۱۰۰۰ متر است. این فرودگاه در کشور لهستان قرار دارد و در ارتفاع ۱۵۶ متری از سطح دریا واقع شده است.